# Ben Baarda
Dirk Benjamin (Ben) Baarda (1947) is een Nederlands psycholoog en methodoloog, en is vooral bekend van zijn boek Basisboek Methoden en Technieken uit 1990, dat hij samen met Martijn de Goede schreef.

## Biografie
Baarda studeerde psychologie aan de Universiteit van Amsterdam en de Rijksuniversiteit Leiden, en promoveerde in 1988 in Utrecht onder Evert Joost Zwaan op het proefschrift Schoolprestaties van kinderen van werkloze vaders.
Baarda werkt vanaf 1971 als klinisch psycholoog op de Universiteit Utrecht op de afdeling van prof. Martinus J. Langeveld en doceerde hier onder andere het vak statistiek. Hiernaast startte hij in 1990 een eigen organisatie en adviesbureau KIDpartners op, mede om trainingen en adviezen te geven over het omgaan met kinderen en jongeren. Deze trainingsmaatschap runt hij samen met de pedagoog Dr. Karel J. Mulderij. Tevens gaf hij samen met Martijn de Goede methoden en statistiektrainingen voor masteropleiding voor verschillende beroepssectoren.

## Werk
Baarda schreef samen met Martijn de Goede een serie basisboeken over methoden en technieken van onderzoek met inbegrip van de statistiek met SPSS. Vooral bekend is hun boek "Basisboek Methoden en Technieken. Handleiding voor het opzetten en uitvoeren van kwantitatief onderzoek" uit 1990. Dit boek werd een standaardwerk bij onderzoeksmethodologie. Het geeft praktische aanwijzingen voor het opzetten en uitvoeren van onderzoek en de rapportage. Uitgangspunt is een schematisch overzicht van een tiental onderzoeksfasen. In het boek wordt in elk hoofdstuk één fase van het schema behandeld, tot de rapportage en aanbevelingen in het laatste hoofdstuk.

## Publicaties
Baarda heeft verschillende boeken gepubliceerd, voornamelijk op het terrein van de statistiek en onderzoeksmethoden. Een selectie:
- 1979. Adoptie van kinderen uit verre landen. R.A.C. Hoksbergen (red.) met medewerking van Ben Baarde ea. Van Loghum Slaterus. ISBN 9060016947
- 1982. Agressie en criminaliteit. Ism. Oene Wiegman en Erwin Ronald Seydel. Van Loghum Slaterus. ISBN 90-6001-794-3
- 1988. Schoolprestaties van kinderen van werkloze vaders. Proefschrift Universiteit Utrecht. ISBN 90-9002045-4
- 1990. Basisboek Methoden en Technieken: handleiding voor het opzetten en uitvoeren van kwantitatief onderzoek. Ism Martijn de Goede. Stenfert Kroesse. 4e geheel herz. dr. Wolters-Noordhoff (2006) ISBN 90-207-3315-X
- 1995. Basisboek kwalitatief onderzoek : praktische handleiding voor het opzetten en uitvoeren van kwalitatief onderzoek. Ism. Martijn de Goede en Johan Teunissen. Stenfert Kroese. ISBN 90-207-2485-1
- 1996. Basisboek open interviewen. Ism. Martijn de Goede en Jessie van der Meer-Middelburg. Stenfert Kroese. ISBN 90-207-2764-8
- 1999. Basisboek statistiek met SPSS voor Windows. Ism Martijn de Goede en C.J. van Dijkum. Educatieve Partners Nederland. ISBN 90-11-04591-2
- 2000. Enquêteren en gestructureerd interviewen. Ism Martijn de Goede en M. Kalmijn. Stenfert Kroesse. Educatieve Partners Nederland. ISBN 90-11-05774-0
- 2009. Dit is onderzoek. Noordhoff Uitgevers. ISBN 978-90-01-71386-7
- 2011. Onderzoekstools. Ism. Mark Julsing. Noordhoff Uitgevers. ISBN 978-90-01-79644-0